# Patroclo di Arles
Patroclo di Arles (IV secolo – Arles, 426) è stato un arcivescovo romano vissuto fra il IV ed il V secolo in Gallia.

## Biografia
Divenne arcivescovo di Arles nel 412, portato alla cattedra episcopale da un movimento popolare che rovesciò il vescovo Héros d'Arles, nel corso della lotta fra Costanzo III e l'usurpatore Costantino III. Questa elezione diede origine a contrasti nell'episcopato provenzale fra Procolo, vescovo di Marsiglia e Patroclo a causa di un'iniziativa di quest'ultimo.

### Lo scontro fra i vescovi Procolo e Patroclo
Nel 417 Procolo decise, in accordo con Lazzaro di Aix, arcivescovo di Aix, vicino ad Héros, il precedente anziano vescovo di Arles, di nominare due vescovi a  La Ciotat ed a Saint-Jean de Garguier, i cui territori erano nella competenza dell'arcidiocesi di Arles, il che costituiva una provocazione riguardo agli accordi stabiliti nel Concilio di Torino del 401 che aveva definito i limiti fra le due arcidiocesi. Patroclo si recò a Roma e papa Zosimo gli dette ragione conferendo all'arcivescovo di Arles l'autorità di metropolita non solo sulle province della Gallia Viennense ma anche su quelle del Narbonnese I e Narbonnese II. Inoltre Zosimo, oltre a restituire a Patroclo i diritti sulle diocesi in questione, scomunicò sia Lazzaro che Procolo e fece di Patroclo una sorta d'intermediario fra l'episcopato della Gallia e la Santa Sede.
La suddivisione ecclesiastica della Gallia da allora non ricalcò più l'organigramma dell'amministrazione civile ma quello della tradizione arlesiana: quella cioè di san Trofimo, fondatore della Chiesa di Arles ed, agli occhi degli artesiani, il primo evangelizzatore della Provenza.

### L'arcivescovado di una città importante
Nel medesimo periodo la città di Arles accrebbe il proprio ruolo politico. Con l'Editto di Onorio e Teodosio del 17 aprile 418 (ricevuto ad Arles il 23 maggio) Arles fu scelta come luogo di assemblea annuale delle sette province delle diocesi della Gallia Viennense, da tenersi tra il 13 agosto ed il 13 settembre di ogni anno, in presenza del prefetto del pretorio, dei governatori delle province, dei nobili aventi dignità ufficiale e dei delegati delle curie.

### Il voltafaccia di Bonifacio I
Tuttavia, dal 419, il successore di Papa Zosimo, Bonifacio I, tornando sulla decisione del suo predecessore, ribaltò i termini del problema riconoscendo ai vescovi di Narbona e di Vienne l'autorità di metropoliti, ma lasciando tuttavia ad Arles la tutela religiosa sulle due province del Narbonnese II e delle Alpi Marittime.

### La fine della sua vita
Nonostante questa parziale inversione, Patroclo rimane un personaggio importante per il suo tempo. Fu a lui e ad Amato, prefetto delle Gallie, che nel 425 l'imperatore Valentiniano III fece pervenire un decreto che vietava agli ebrei le funzioni giudiziarie, il servizio nell'esercito e il possesso di servi cristiani. Sempre nel 425 il vicariato pontificio gli fu confermato dalla reggente Galla Placidia. Quest'ultima ispirò all'imperatore Valentiniano III un'ordinanza che impose ai vescovi della Gallia, corrotti dal pelagianesimo, di porre le loro ritrattazioni su questa dottrina, nelle mani del primate di Arles.

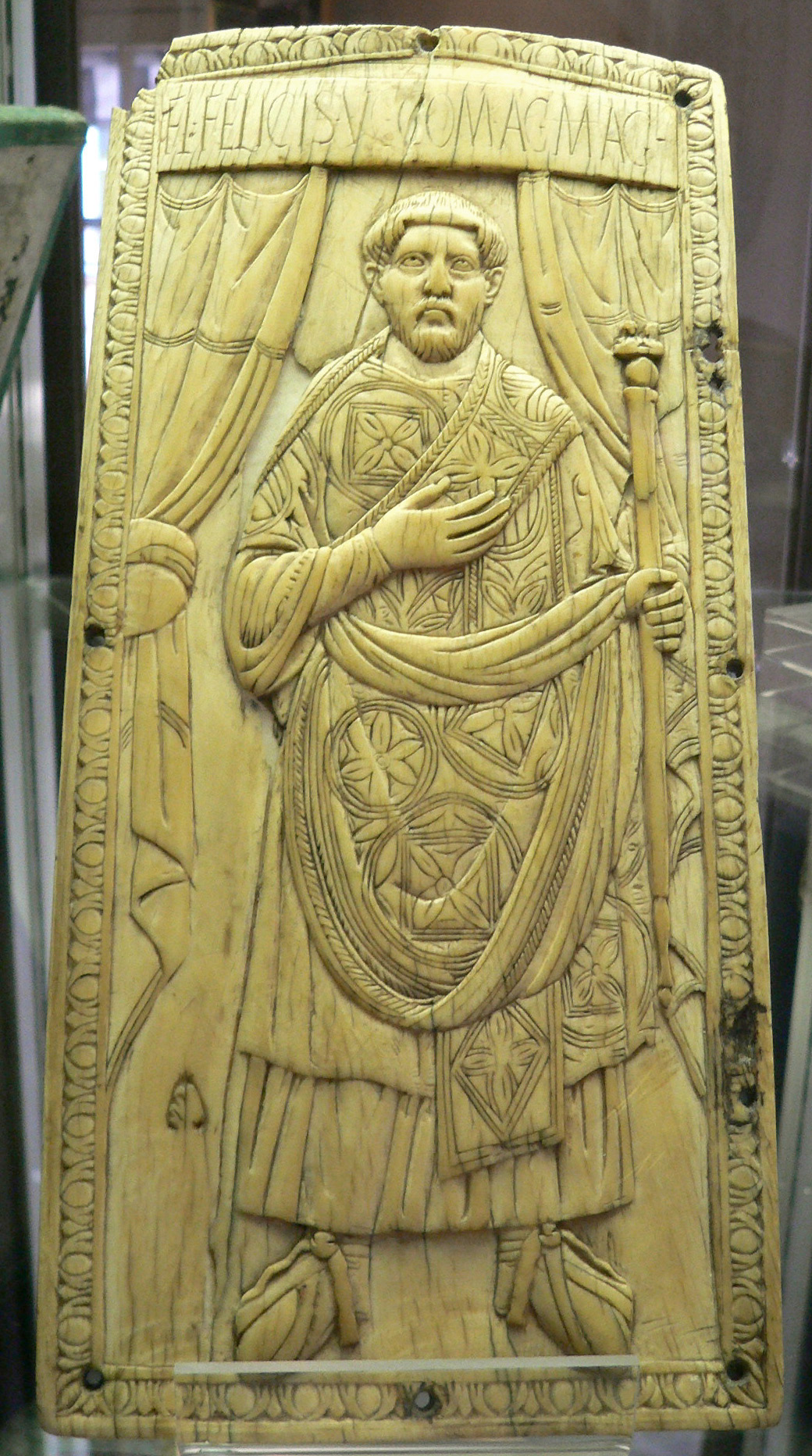
Flavius Felix, console nel 428, Rome, avorio d'elefante, Dipartimento delle monete, medaglie ed antichità della Biblioteca nazionale di Francia.

Patroclo morì assassinato poco dopo l'inizio del 426, vittima di un nuovo patrizio e capo della milizia romana (Magister Militum) Flavio Felice, futuro console (428).
Si sospetta pure che Procolo, vescovo di Marsiglia, con il quale Patroclo aveva spesso litigato, abbia avuto la sua parte nella morte del rivale.

## Giudizio storico
La figura di Patroclo ha diviso gli storici.  Se Louis Duchesne lascia trasparire un giudizio a lui poco favorevole, altri, come il conservatore dei musei di Arles, Jean-Maurice Rouquette, che lo definisce «… di grandi qualità, checché ne dicano i suoi biografi», ne mostrano un apprezzamento più positivo.